# Surovski
Surovski (en rus: Суровский) és un poble (un possiólok) de l'óblast de Vorónej, a Rússia, segons el cens del 2010 tenia 109 habitants.